# Oberea formososylvia
Oberea formososylvia là một loài bọ cánh cứng trong họ Cerambycidae.